# Kirchberg am Wagram
Kirchberg am Wagram osztrák mezőváros Alsó-Ausztria Tullni járásában. 2022 januárjában 3747 lakosa volt. 

## Elhelyezkedése

Kirchberg am Wagram a Tullni járásban

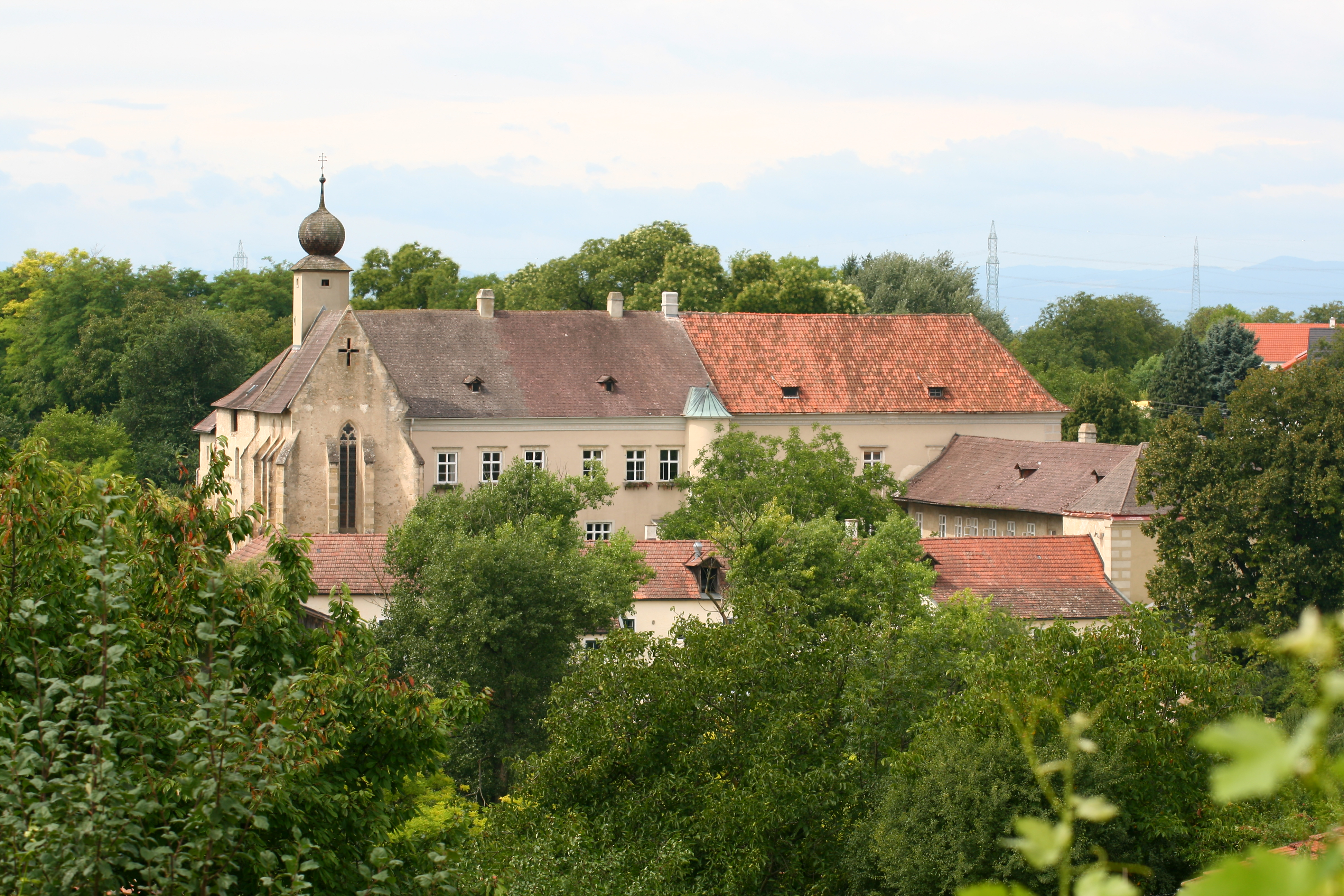
Az oberstockstalli kastély

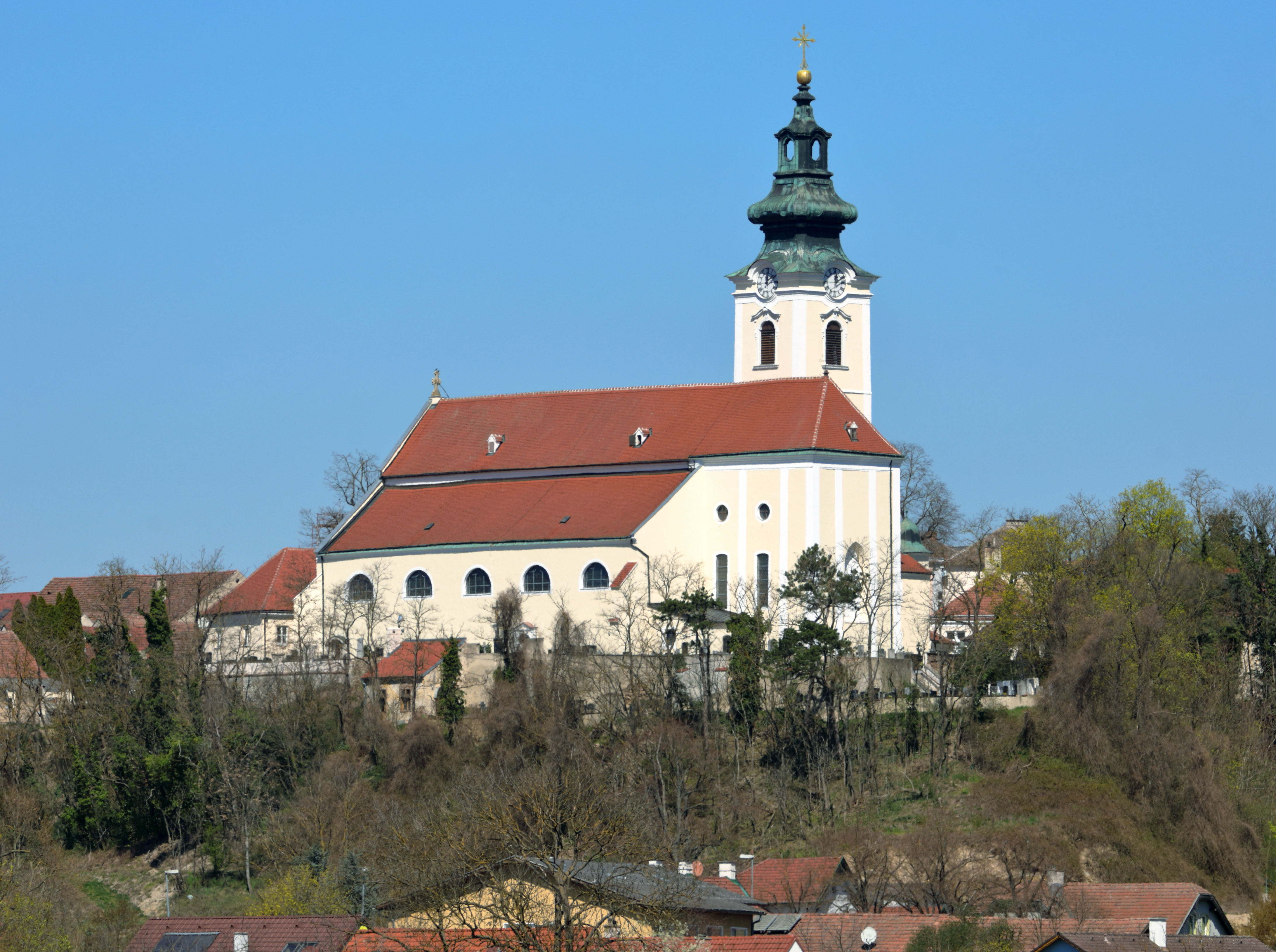
A Szt. István-plébániatemplom

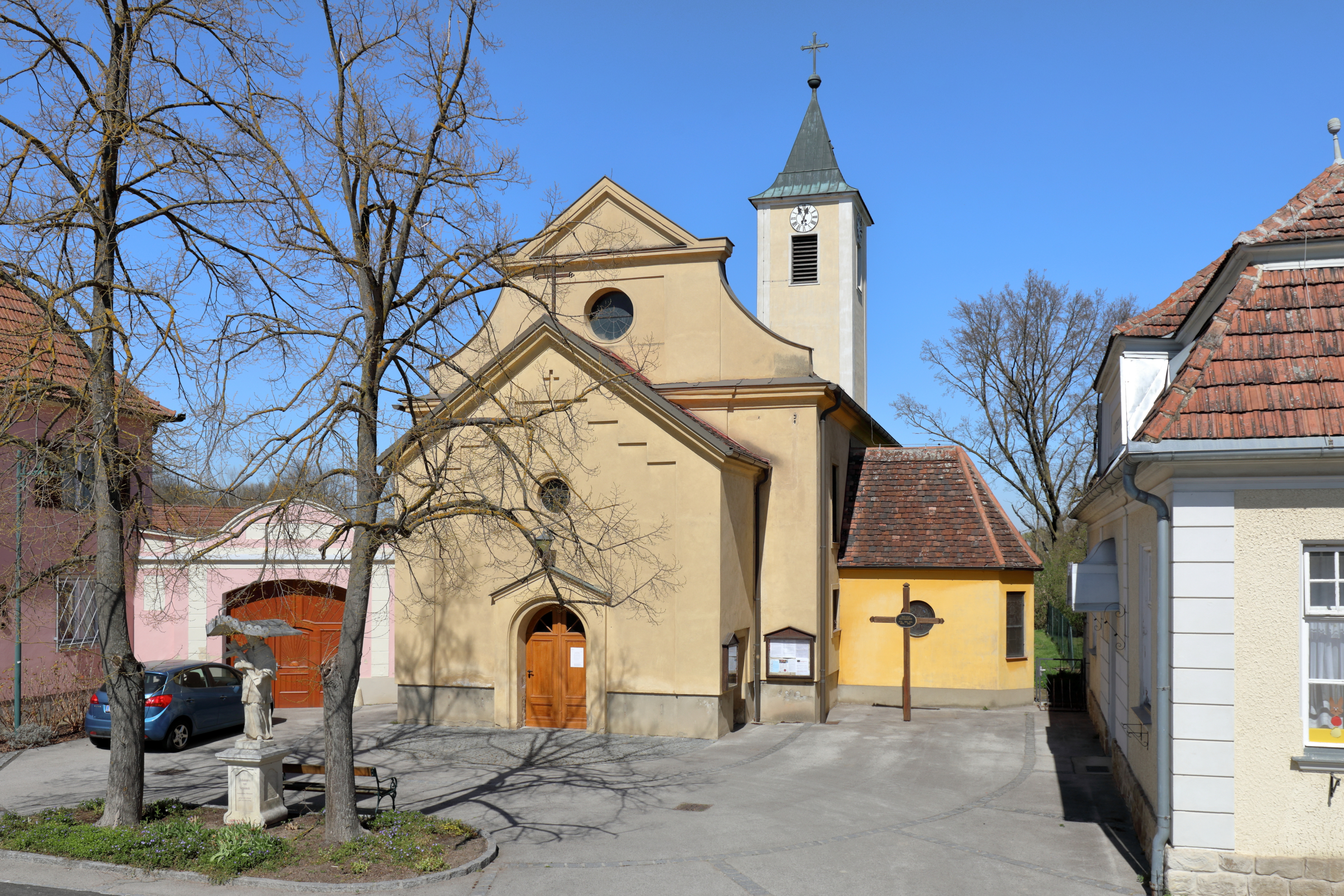
A Szt. András-plébániatemplom

Kirchberg am Wagram a tartomány Weinviertel régiójában fekszik a Dunától északra, a Gießbach patak mentén. Területének északi része a Wagram dombságához, déli a Tullni-medencéhez tartozik. Területének 10,9%-a erdő (nagyrészt a Duna ártéri erdeje), 5% szőlő, 70,7% áll egyéb mezőgazdasági művelés alatt. Az önkormányzat 13 települést egyesít: Altenwörth (297 lakos 2022-ben), Dörfl (231), Engelmannsbrunn (286), Gigging (113), Kirchberg am Wagram (1341), Kollersdorf (178), Mallon (101), Mitterstockstall (182), Neustift im Felde (231), Oberstockstall (199), Sachsendorf (152), Unterstockstall (269) és Winkl (167).
A környező önkormányzatok: északra Großriedenthal, északkeletre Großweikersdorf, keletre Königsbrunn am Wagram, délre Zwentendorf an der Donau, nyugatra Grafenwörth, északnyugatra Fels am Wagram. 	

## Története
Kirchberget 1014 előtt alapították. Templomát 1147-ben említik először. 1222-ben vámszedőhelyként hivatkoznak rá. Mai neve – Kirichperig formában – 1421-ben jelenik meg először. 1493-ban III. Frigyes császár mezővárosi jogokat adományozott a településnek. 
A 12. században épült Maria Trost-kegytemplomot a 17. században barokk stílusban átépítették. Az oberstockstalli kastélyban egy alkimista laboratóriumot fedeztek fel.
1968-ban az addig önálló Dörfl, Engelmannsbrunn, Kollersdorf, Mallon, Mitterstockstall, Neustift im Felde, Oberstockstall, Unterstockstall és Winkl községeket egyesítették Kirchberg önkormányzatával. 1972-ben Altenwörth is Kirchberg am Wagramhoz került. 
2002-ben rendkívüli árvíz pusztította a települést; délen a Duna, északon mellékfolyója, a Kamp lépett ki a medréből. Egyes házak napokig víz alatt álltak.

## Lakosság
A Kirchberg am Wagram-i önkormányzat területén 2022 januárjában 3747 fő élt. A lakosságszám 1991 óta gyarapodó tendenciát mutat. 2020-ban az ittlakók 93,7%-a volt osztrák állampolgár; a külföldiek közül 1% a régi (2004 előtti), 1,6% az új EU-tagállamokból érkezett. 3,1% az egykori Jugoszlávia (Szlovénia és Horvátország nélkül) vagy Törökország, 0,6% egyéb országok polgára volt. 2001-ben a lakosok 92,8%-a római katolikusnak, 1,2% evangélikusnak, 2,1% mohamedánnak, 3% pedig felekezeten kívülinek vallotta magát. Ugyanekkor 2 magyar élt a mezővárosban; a legnagyobb nemzetiségi csoportot a németek (95,6%) mellett a szerbek alkották 24 fővel (0,7%).
A népesség változása:

| 2016 | 3 612 |
| 2018 | 3 670 |

## Látnivalók
- az oberstockstalli kastély
- a kirchbergi Szt. István-plébániatemplom
- az altenwörthi Szt. András-plébániatemplom
- a régi városháza épületében ma múzeum működik
- az 1780-ban emelt Szentháromság-oszlop

## Híres kirchbergiek
- Francis Triesnecker (1745–1817), csillagász, filozófus

## Fordítás
- Ez a szócikk részben vagy egészben  a   Kirchberg am Wagram című német Wikipédia-szócikk ezen változatának fordításán alapul.  Az eredeti cikk szerkesztőit annak laptörténete sorolja fel. Ez a jelzés csupán a megfogalmazás eredetét és a szerzői jogokat jelzi, nem szolgál a cikkben szereplő információk forrásmegjelöléseként.